# Gamlesjö
Gamlesjö är en sjö i Vellinge kommun i Skåne och ingår i Nybroån-Sege ås kustområde.